# HD 166229
HD 166229，又名BD+36 3027，SAO 66666、HR 6793，是一颗恒星，视星等为5.48，位于銀經63.08，銀緯23.92，其B1900.0坐标为赤經18h 4m 34.1s，赤緯+36° 23.92′ 28″。